# 高橋正武
高橋 正武（たかはし まさたけ、1908年6月4日 - 1984年6月20日）は、日本のスペイン文学者、翻訳家。
スペイン語辞書を編み、多くの文学翻訳を行った。

## 経歴
1908年、岡山県生まれ。1931年東京外国語学校を卒業。在学中は永田寛定に師事し、スペイン語を学んだ。
母校である東京外国語大学教授、南山大学教授、神戸市外国語大学教授をつとめた。1974年に神戸市外国語大学を退任し、名誉教授となった。

## 研究内容・業績
師である永田が中途で病没すると岩波文庫版『ドン・キホーテ』完訳を引き継ぎ、完成させた。
業績は「高橋正武先生経歴・著作目録」『HISPÁNICA』28号、日本イスパニヤ学会(1984年)にまとめられている。

## 受賞・栄典
1975年、スペイン政府よりイサベル・ラ・カトリカ勲章を授与される。

## 編著書
- 『簡易西班牙語會話』（文求堂書店） 1938
- 『スペイン広文典』（白水社） 1951
- 『西和辞典』（白水社） 1958
- 『西和小辞典』（白水社） 1961
- 『新スペイン広文典』（白水社） 1967

## 翻訳
- 『葦と泥』（ブラスコ＝イバーニェス、岩波文庫） 1940
- 『愛と死の小説集』（ブラスコ・イバーニエス、弘文堂書房、世界文庫） 1940
- 『狂か聖か』（ホセ・エチェガライ、今日の問題社、ノーベル賞文学叢書13） 1941
- 『破滅の恋』（カミーロ・カステーロ・ブテンコ、新少国民社） 1947
- 『孤城の王子』（ペドロ・カルデロン、新少国民社、少国民世界文学叢書） 1948
- 『ものがたり』（グスターボ・A・ベッケル、世界文学社、世界文学叢書） 1948
- 『ドン・ファン・テノーリオ』（ホセ・ソリーリャ、岩波文庫） 1949、のち改訳 1974
- 『醜聞』上・下（アラルコン、岩波文庫） 1952 - 1953
- 『白鹿』（グスターボ・A・ベッケル、大学書林、大学書林語学文庫） 1955
- 『ナダ（何でもないの）』（カルメン・ラフォレット、大日本雄弁会講談社、ミリオン・ブックス） 1956
- 『ドン・ペルリンプリンの恋』（ガルシア・ロルカ、大学書林、大学書林語学文庫） 1964
- 『ドン・キホーテ 続編 3』（セルバンテス、岩波文庫） 1977 - 他は永田寛定訳
- 『ドン・フワン・テノーリオ』（ホセ・ソリーリャ、大学書林、大学書林語学文庫） 1978
- 『人の世は夢 / サラメアの村長』（カルデロン、岩波文庫） 1978
- 『緑の瞳 / 月影 他十二篇』（ベッケル、岩波文庫） 1979
- 『ドン・ペルリンプリンがお庭でベリーサを愛する話』（ロルカ、沖積舎、ロルカ戯曲全集2） 1984.9
- 『暁に訪れる女』（アレハンドロ・カソーナ、白水社） 1984.12